# Pelican
Pelican — американський гурт, що виконує музику, описувану як пост-рокова або пост-металова.
Група була закладена в 2001 р. в Чикаго. Від початку діяльності музика гурту являє собою оригінальне поєднання елементів інструментального рока і металу з певними авангардними тенденціями. Композиції гурту — довгі, нерідко сягають 10-11 хвилин, музична форма позбавлена традиційного поділу на куплети і рефрени. Натомість, група концентрується на гітарних мелодіях, при цьому нерідким рішенням є контрасти спокійних моментів з більш енегрійними. Гурт уникає також традиційної для рок-музики опори композиції на два-три легко об'єднувані і легко впадаючі у вухо мотиви, пропонуючи натомість величезне диференціювання думок і музикальних рішень.
Гурт має контракт з лейблом Hydra Head Records, що належить Аарону Тернеру, члену гурту Isis.

## Склад гурту
- Ларрі Хервеґ (Larry Herweg) — ударні
- Браян Хервеґ (Bryan Herweg) — бас-гітара
- Тревор де Бро (Trevor de Brauw) — гітара
- Лорент Лєбєц (Laurent Lebec) — гітара

## Дискографія
- Pelican (EP) (2001)
- Australasia (2003)
- March Into The Sea (EP) (2005)
- The Fire in Our Throats Will Beckon the Thaw (2005)
- City of Echoes (2007)
- Pink Mammoth (EP) (2007)
- Ephemeral (EP) (2009)
- What We All Come to Need (2009)
- Ataraxia/Taraxis (EP) (2012)
- Forever Becoming (2013)
- The Cliff (EP) (2015)
- Nighttime Stories (2019)